# Campeonato de España de Ciclismo en Ruta 1916
El XVI Campeonato de España de Ciclismo en Ruta se disputó en Madrid el 9 de julio de 1916 sobre un recorrido de 100 kilómetros.
El ganador de la prueba fue José Manchón, que se impuso en la línea de llegada. Óscar Leblanc y José Magdalena completaron el podio.

## Clasificación final
| Pos. | Ciclista         | Equipo     | Tiempo    |
| ---- | ---------------- | ---------- | --------- |
| 1.   | José Manchón     | Automoto   | 4h 05'33" |
| 2.   | Óscar Leblanc    | Automoto   | m.t.      |
| 3.   | José Magdalena   | Montpeó    | m.t.      |
| 4.   | Isidro Esteve    | I.V.E.     | a ̘1"      |
| 5.   | Bartolomé Roig   | New-Hudson | m.t.      |
| 6.   | Simón Febrer     | I.V.E.     | m.t.      |
| 7.   | A. Bartrina      | I.V.E.     | m.t.      |
| 8.   | Guillermo Antón  | Automoto   | a 28"     |
| 9.   | Amilio Nolla     | Guitart    | a 1'11"   |
| 10.  | Aurelio Gargalló | I.V.E.     | a 1'13"   |